# Baeus glenysae
Baeus glenysae är en stekelart som beskrevs av Stevens 2007. Baeus glenysae ingår i släktet Baeus och familjen Scelionidae. Inga underarter finns listade.